# Francisco Vargas Vargas
Francisco Vargas (Carrillo, 23 de agosto de 1909 - 14 de mayo de 1995) fue un médico y político costarricense, diputado constituyente declarado benemérito de la patria por la Asamblea Legislativa el 19 de julio de 2000.
Vargas nació en el cantón de Carrillo en una familia de origen humilde. Estudió medicina en La Sorbona en París, Francia. Al regresar trabajó en el Hospital San Juan de Dios en donde destacó por su obra social y su trabajo con los más pobres. Regresa a Guanacaste donde inicia la vida política impulsado por sus convicciones sociales y deseos de mejorar las condiciones de los más humildes y de la propia provincia guanacasteca que en ese entonces estaba tremendamente aislada y retrasada. Vargas funda el partido Confraternidad Guanacasteca mediante el cual logra ser electo diputado en 1938 y luego, tras la guerra civil, es electo diputado constituyente en 1949. 
Fue declarado el 25 de julio de 1974 hijo ilustre de la provincia de Guanacaste por todas las municipalidades guanacastecas, reconocimiento que le fue entregado por el presidente Daniel Oduber Quirós junto a los presidentes de los otros poderes de la República, además fue declarado por todas las municipalidades de Guanacaste y el Colegio de Médicos como Apóstol de la Provincia de Guanacaste por sus labores médicas, políticas y filantrópicas.